# Ossolin (województwo świętokrzyskie)
Ossolin – wieś (dawniej miasto) w Polsce, w województwie świętokrzyskim, w powiecie sandomierskim, w gminie Klimontów. Leży 5 km na wschód od Klimontowa i 25 km na południowy zachód od Sandomierza.
Ossolin uzyskał lokację miejską przed 1650 rokiem, zdegradowany przed 1662 rokiem, ponowna lokacja około 1775 roku, degradacja około 1816 roku. Siedziba rodu Ossolińskich herbu Topór, następnie w dobrach Ledóchowskich; ruiny zamku Ossolińskich istniejącego w latach 1635–1816.
Przez wieś przechodzi  czerwony szlak turystyczny z Gołoszyc do Piotrowic. Przez wieś przebiega szlak Małopolska Droga św. Jakuba.

## Części wsi
| SIMC    | Nazwa   | Rodzaj    |
| ------- | ------- | --------- |
| 0796163 | Kolonie | część wsi |

## Historia
Osada powstała w połowie XIV w. jako rodowa siedziba Toporczyków z Balic i Morawicy, którzy zaczęli od XVI wieku nazywać się Ossolińskmi. W 1578 r. było tutaj 6 kmieci gospodarzących na 1,5 łana, 1 zagrodnik oraz 2 komorników. Wieś leżąca w powiecie sandomierskim województwa sandomierskiego wchodziła w XVII wieku w skład kompleksu klimontowsko-ossolińskiego dóbr Zbigniewa Ossolińskiego. W latach 1635–1636 kanclerz Jerzy Ossoliński wzniósł tu czworoboczny zamek z wieżą, będący siedzibą rodu (Zamek w Ossolinie). Prawdopodobnie to również Jerzy Ossoliński wystarał się o prawa miejskie dla osady.
W rejestrze poborowym z 1662 r. Ossolin figuruje jako wieś o 66 mieszkańcach. W 1755 r. Józef Ossoliński otrzymał od Augusta III nowy przywilej dla miasteczka. Zezwalał on na targi oraz 6 jarmarków.
Ossolin został pozbawiony praw miejskich przez kolejnego właściciela, Antoniego Ledóchowskiego, który w 1816 r. nakazał również zburzyć miejscowy zamek. W 1827 r. Ossolin, już jako wieś, miał 24 domy i 106 mieszkańców. 4 lipca 1901 roku dobra Ossolin od Jerzego Ossolińskiego nabył Michał Karski.
W 1960 r. wieś miała 244 mieszkańców. W latach 1975–1998 miejscowość położona była w województwie tarnobrzeskim.
Od 2011 roku w Ossolinie działa Stowarzyszenie „Nasze dziedzictwo Ossolin”, które m.in. prowadzi Szkołę Podstawową, a także organizuje Piknik Rycerski połączony z Galą Kryształowego Berła.

## Zabytki
- Kaplica podziemna Grobu Chrystusa, zwana Betlejemską, wybudowana w 1640 r. przez Jerzego Ossolińskiego, przebudowana w 1769 r., wpisana do rejestru zabytków nieruchomych (nr rej. A.684 z 12.04.1957, z 20.01.1966 i z 16.06.1977)[9] i wraz z kaplicą:
  - ogrodzenie z pawilonami i bramką,
  - figura Matki Boskiej z Dzieciątkiem.
- Ruiny zamku Ossolińskich, ok. 1635 r. (nr rej. A.685 z 1.03.1967 i z 16.06.1977)[9].